# Józef Grudzień
Józef Grudzień (* 1. April 1939 in Piasek Wielki bei Busko-Zdrój, Woiwodschaft Heiligkreuz; † 17. Juni 2017 in Pułtusk, Woiwodschaft Masowien) war ein polnischer Boxer. 

## Boxkarriere
Józef Grudzień begann 1955 im firmeneigenen Boxclub seines Arbeitgebers in Breslau (Pafawag Wrocław) mit dem Boxsport und wurde von Wacław Krupiński sowie Michał Szczepan trainiert. Während seines Militärdienstes wechselte er zur Boxabteilung von Legia Warschau, wo er von 1959 bis 1968 unter Stanisław Wasilewski trainierte. Er wurde 1965, 1967 und 1968 Polnischer Meister im Leichtgewicht, wurde mit Legia Warschau 1960/61, 1962/63 und 1968/69 jeweils Polnischer Mannschaftsmeister und bestritt darüber hinaus 22 Länderkämpfe mit 18 Siegen, 1 Unentschieden und 3 Niederlagen.
Der größte Erfolg seiner Karriere war der Gewinn der Goldmedaille im Leichtgewicht bei den Olympischen Sommerspielen 1964 in Tokio. Er besiegte dabei Antero Halonen aus Finnland (4:1), Alex Oundu aus Kenia (4:1), Stojan Pilitschew aus Bulgarien (5:0), Ronald Allen Harris aus den USA (4:1) und Wilikton Barannikow aus der Sowjetunion (5:0). Gegen Barannikow verlor er dann im Finale der Europameisterschaft 1965 in Berlin und wurde Vize-Europameister.
Nach dem Gewinn der Europameisterschaft 1967 in Rom, mit einem Finalsieg gegen Zvonimir Vujin, nahm er an den Olympischen Sommerspielen 1968 in Mexiko-Stadt teil und gewann die Silbermedaille im Leichtgewicht, nachdem er sich gegen Ho Su-lung aus Taiwan (5:0), Roberto Caminero aus Kuba (5:0), Anthony Quinn aus Irland (4:1), Enzo Petriglia aus Italien (5:0) und Zvonimir Vujin aus Jugoslawien (5:0) durchgesetzt hatte und erst im Finale gegen Ronald Woodson Harris (0:5) aus den USA unterlegen war. Seinen letzten Kampf bestritt er am 6. Dezember 1968 in Köln. 
Insgesamt bestritt er 253 Kämpfe mit 216 Siegen, 10 Unentschieden und 27 Niederlagen.

## Sonstiges
Grudzień wurde 1939 als jüngstes von fünf Kindern einer Bauernfamilie geboren. 1952 zog er nach Breslau und absolvierte bis 1956 eine Ausbildung an der Staatlichen Waggonfabrik „Pafawag“, einem der größten Arbeitgeber Breslaus der Nachkriegszeit. Dort arbeitete er bis zu seinem Umzug nach Warschau 1959. Nach dem Militärdienst wurde er langjähriger Mitarbeiter bei den Optischen Werken „Polskie Zakłady Optyczne“ in Warschau.
Nach seiner Wettkampfkarriere war er von 1968 bis 1972 Juniorentrainer bei Legia Warschau, sowie Vizepräsident des Polnischen Boxverbandes („Polski Związek Bokserski“) und Mitglied des nationalen Olympiakomitees Polski Komitet Olimpijski. Er war verheiratet und Vater von zwei Söhnen.
Er starb nach schwerer Krankheit im Alter von 78 Jahren in Pułtusk und wurde auf dem Powązki-Militärfriedhof in Warschau beigesetzt.

## Auszeichnungen
- Verdienter Meister des Sports („Zasłużony Mistrz Sportu“)
- 1985: Olympischer Orden in Silber („Order Olimpijski“)
- 1991: Aleksandra-Rekszy-Preis („Nagroda imienia Aleksandra Rekszy“)
- 1998: Orden Polonia Restituta III. Klasse („Krzyż Komandorski Orderu Odrodzenia Polski -Klasa III-“)